# Muppets Now
Muppets Now is een Amerikaanse televisieserie geproduceerd door The Muppets Studio voor de streamingdienst Disney+, geregisseerd door Kirk Thatcher.

## Uitgangspunt
Muppets Now bestaat uit meerdere verschillende segmenten die door middel van een Raamvertelling met Scooter aan elkaar worden gekoppeld. De segmenten betreffen een spelshow, een kookprogramma en een talkshow. In de serie worden twee nieuwe personages geïntroduceerd: Joe the Legal Weasel en Beverly Plume.

## Segmenten
- Lifesty(le) with Miss Piggy - Miss Piggy geeft lifestyle-tips met hulp van Uncle Deadly, Taye Diggs, Linda Cardellini, en diverse andere Muppets en bekende mensen. Het segment is onderverdeeld in kleinere segmenten, waaronder "Try it with Taye Diggs" waarin Piggy en Taye Diggs schoonheidsregimes of exotisch voedsel uitproberen en "Le Chat Room" waarin Miss Piggy het gegeven onderwerp bespreekt met Linda Cardellini en twee andere muppets (meestal is een van hen een willekeurig niet-antropomorf dier of antropomorf voorwerp). Het zit in alle afleveringen.
- Økėÿ Døkęÿ Køøkïñ - Wordt gepresenteerd door kalkoen Beverly Plume waarin De Zweedse Kok het opneemt tegen beroemde chef-koks. Het komt voor in vijf van de zes afleveringen.
- Muppet Masters - Hierin ontdekt Walter de verbogen talenten van andere Muppets. Het zit in aflevering 1 en 5.
- Mup Close and Personal - Een muppet probeert een diepzinnig gesprek aan te gaan met een beroemd iemand. Het zit in aflevering 1, 4 en 6.
- Muppet Labs Field Test - Dr. Bunsen Honeydew en Beaker gaan experimenten in de openlucht. Voorafgaand aan dit segment zijn er veiligheidswaarschuwingen met Kermit en Joe the Legal Weasel. Het komt voor aflevering 2 t/m 6.

## Rolverdeling

### Poppen
- Matt Vogel - Kermit de Kikker, Uncle Deadly, Camilla, Floyd Pepper en cactussen.
- Eric Jacobson - Fozzie Beer, Miss Piggy, Animal, Sam the Eagle, Mol en Cactussen.
- Dave Goelz - Gonzo, De Zweedse Kok, Waldorf, Big Mean Carl, Howard Tubman, Bubba the Rat, Bobo the bear, Dr. Teeth en Baby.
- David Rudman - Scooter, Beaker, Janice, Miss Poogy en Baby.
- Peter Linz - Walter, Statler, Link Hogthrob, Joe the Legal Weasel, Beepalyzer en Foo-Foo.
- Julianne Buescher - Yolanda the Rat, Beverly Plume, Margaret[3], Rosie the Sheep, Beak-R, Priscilla the chicken, Brie the Cheese, Elena the Penguin, een konijn, een geit, Esther en Mary the Cow.

#### Deelnemers van "Pepe's Unbelievable Gameshow"
- Brie Carter
- Artoun Nazerith
- Daniel Montgomery
- Niko Posey
- Edward Mawere
- Karina Yzobel

### Speciale gasten
- Taye Diggs
- Linda Cardellini
- RuPaul[4]
- Carlina Will
- Danny Trejo
- Roy Choi
- Al Madrigal
- Aubrey Plaza
- Giuseppe Losavio
- Marina Michelson
- Seth Rogen

### Overige cast
- Piotr Michael - Stem als voice-over van de "Mup Close and Personal" intro.
- Matthew Barnette als Bezorger.
- Carolyn Gardner als stem van klantenservice medewerker van de "High Pressure Helpline".